# Svenska Schlagervinnarna 1958-2000
Svenska Schlagervinnarna 1958-2000 är ett samlingsalbum med alla vinnarbidragen i den svenska Melodifestivalen från Alice Babs "Lilla stjärna" 1958 till Roger Pontares "När vindarna viskar mitt namn" år 2000. Skivan kom ut precis då Sverige bidragit med exakt fyrtio bidrag. Det skulle egentligen ha blivit fyrtiotre bidrag, men Sverige deltog inte 1964, 1970 och 1976.
Skivan har även getts ut igen; Svenska Schlagervinnarna 1958-2003 då från 1958 till Fames "Give Me Your Love (2003).

## Låtlista

### CD 1
1. "När vindarna viskar mitt namn" (Tomas Holmstrand, Linda Jansson, Peter Dahl) – 2:58
  - Roger Pontare
2. "Tusen och en natt" (Text: Gert Lengstrand – musik: Lars Diedricson) – 3:00
  - Charlotte Perrelli (då Nilsson)
3. "Kärleken är" (Text: Ingela "Pling" Forsman – musik: Håkan Almqvist, Bobby Ljunggren) – 3:00
  - Jill Johnson
4. "Bara hon älskar mig" (Stephan Berg) – 3:00
  - Blond
5. "Den vilda" (Text: Nanne Grönvall – musik: Peter Grönvall) – 3:06
  - One More Time
6. "Se på mig" (Text: Ingela "Pling" Forsman – musik: Håkan Almqvist, Bobby Ljunggren) – 3:00
  - Jan Johansen
7. "Stjärnorna" (Text: Mikael Littwold – musik: Peter Bertilsson) – 3:13
  - Marie Bergman & Roger Pontare
8. "Eloise" (Text: Gert Lengstrand – musik: Lasse Holm) – 3:05
  - Arvingarna
9. "I morgon är en annan dag" (Niklas Strömstedt) – 3:08
  - Christer Björkman
10. "Fångad av en stormvind" (Stephan Berg) – 2:59
  - Carola
11. "Som en vind" (Mikael Wendt) – 2:59
  - Edin-Ådahl
12. "En dag" (Ola Håkansson, Tim Norell, Alexander Bard) – 3:18
  - Tommy Nilsson
13. "Stad i ljus" (Py Bäckman) – 3:06
  - Tommy Körberg
14. "Fyra Bugg & en Coca Cola" (Text: Christer Lundh – musik: Mikael Wendt) – 2:56
  - Lotta Engberg
15. "E' de' det här du kallar kärlek" (Lasse Holm) – 2:51
  - Monica Törnell & Lasse Holm
16. "Bra vibrationer" (Text: Ingela "Pling" Forsman – musik: Lasse Holm) – 3:04
  - Kikki Danielsson
17. "Diggi-loo diggi-ley" (Text: Britt Lindeborg – musik: Torgny Söderberg) – 3:05
  - Herreys
18. "Främling" (Text: Monica Forsberg – musik: Lasse Holm) – 2:56
  - Carola
19. "Dag efter dag" (Text: Monica Forsberg – musik: Lasse Holm) – 2:52
  - Chips
20. "Fångad i en dröm" (Björn Skifs, Bengt Palmers) – 2:58
  - Björn Skifs

### CD 2
1. "Just nu" (Tomas Ledin) – 3:41
  - Tomas Ledin
2. "Satellit" (Text: Kenneth Gärdestad – musik: Ted Gärdestad) – 4:11
  - Ted Gärdestad
3. "Det blir alltid värre framåt natten" (Peter Himmelstrand) – 3:03
  - Björn Skifs
4. "Beatles" (Text: Sven-Olof Bagge – musik: Claes Bure) – 2:50
  - Forbes
5. "Jennie, Jennie" (Lasse Berghagen) – 3:23
  - Lasse Berghagen
6. "Waterloo" (Text: Stikkan Anderson – musik: Björn Ulvaeus, Benny Andersson) – 2:44
  - Abba
7. "Sommar'n som aldrig säger nej" (Text: Lars Forssell – musik: Monica Dominique, Carl-Axel Dominique) – 3:01
  - Malta
8. "Härliga sommardag" (Håkan Elmquist) – 2:41
  - Family Four
9. "Vita vidder" (Håkan Elmquist) – 3:10
  - Family Four
10. "Judy min vän" (Text: Britt Lindeborg – musik: Roger Wallis) – 2:23
  - Tommy Körberg
11. "Det börjar verka kärlek banne mig" (Peter Himmelstrand) – 2:46
  - Claes-Göran Hederström
12. "Som en dröm" (Text: Patrice Hellberg – musik: Marcus Österdahl, Curt Peterson) – 2:40
  - Östen Warnerbring
13. "Nygammal vals" (Text: Björn Lindroth – musik: Bengt-Arne Wallin) – 2:54
  - Lill Lindfors & Svante Thuresson
14. "Annorstädes vals" (Text: Alf Henrikson – musik: Dag Wirén) – 2:47
  - Ingvar Wixell
15. "En gång i Stockholm" (Text: Beppe Wolgers – musik: Bobbie Ericson) – 3:03
  - Monica Zetterlund
16. "Sol och vår" (Text: Åke Gerhard – musik: Ulf Källqvist) – 3:07
  - Inger Berggren
17. "April, april" (Text: Bo Eneby – musik: Bobbie Ericson) – 2:30
  - Lill-Babs
18. "Alla andra får varann" (Text: Åke Gerhard – musik: Ulf Källqvist) – 2:30
  - Siw Malmkvist
19. "Augustin" (Text: Åke Gerhard – musik: Harry Sandin) – 2:35
  - Brita Borg
20. "Lilla stjärna" (Text: Åke Gerhard – musik: Gunnar Wersén) – 2:38
  - Alice Babs